# Unterberg (Waidringer Alpen)
Der Unterberg ist ein 1187 m hoher, bewaldeter Bergkegel über dem Pillerseetal, in der Nähe von St. Ulrich am Pillersee bzw. St. Jakob in Haus, Bezirk Kitzbühel, Österreich.
Er sticht durch seine regelmäßige Form unter den benachbarten, etwas höheren Gipfeln hervor (Tannkogel (1289 m), Weißleiten (1400 m), Grieslegg (1348 m)) und steht genau am Übergang von den sanften Kitzbühler Alpen zu den schroffen Loferer Steinbergen. Erstere bestehen aus kristallinen Schiefern und haben daher gerundete Formen, während die östlich angrenzenden, aus Kalkstein bestehenden „Steinberge“ steil aufragen. Dadurch fällt der Form- und Farbkontrast zwischen dem Unterberg und seiner Umgebung – z. B. zum benachbarten Grieslegg – umso mehr ins Auge.